# Hraniční pásmo XIV (mobilizace 1938)
Hraniční pásmo XIV (HP XIV) bylo vyšší jednotkou na úrovni sboru působící v sestavě 4. armády a jeho úkolem byla obrana hlavního obranného postavení (HOP) v úseku od Vranova nad Dyjí po soutok Moravy a Dunaje. Celková délka hlavního obranného postavení činila 165 km.
Velitelem HP XIV, které vzniklo z velitelství mírového III. sboru byl divizní generál Antonín Hasal
Stanoviště velitele se nacházelo v Brně

## Úkoly Hraničního pásma XIV
Úkolem Hraničního pásma XIV byla obrana HOP v oblasti jižní Moravy a západního Slovenska. Značná část HOP byla opřena o tok řeky Dyje. Za klíčové bylo považováno udržení HOP na směru Mikulov - Brno, který byl svěřen jednotkám Hraniční oblasti 38.
V případě nebezpečí průlomu mohla být obrana posílena některou z jednotek V. sboru, jehož dvě pěší divize se soustřeďovaly jižně od Brna, případně 2 rychlou divizí, rozmístěnou v okolí Jaroměřic nad Rokytnou.
Úsek od zemské hranice Moravy a Slovenska po soutok Moravy a Dunaje byl do kompetence HP XIV převeden 27. září 1938 a to i s jednotkami, které jej v tu chvíli držely a které původně patřily pod velení VIII. sboru., konkrétně 15, divize. Do sestavy HP XIV byly zařazeny jako "Skupina pěšího pluku 33" Tato oblast, krytá tokem Moravy nebyla považována za tak exponovanou jako západní křídlo HOP, nicméně podporu zde v případě potřeby mohl poskytnout právě již zmíněný VIII. sbor ze zálohy hlavního velitelství, který byl soustředěn v oblasti Uherské Hradiště - Trenčín.

## Podřízené jednotky

### Vyšší jednotky[1]
- Hraniční oblast 38
- Skupina pěšího pluku 33

### Ostatní jednotky
- ženijní rota 54
- telegrafní prapor 64
- kanonová rota 80 (motorizovaná)

## Početní stav k 10. říjnu 1938[1]
- 965 důstojníků,408 rotmistrů, 27 302 mužstva
- 3740 koní
- 317 těžkých kulometů
- 1838 lehkých kulometů
- 35 minometů
- 32 kanonů proti útočné vozbě (pouze počet u HO 38, celkově disponovalo HP XIV zřejmě vyšším počtem KPÚV)
- 85 lehkých děl
- 57 hrubých (středních) děl
- 9 lehkých tanků